# Узнай Россию
«#Узнай Россию» — серия конкурсов в Русской Википедии, проводимых «Ассоциацией почётных граждан, наставников и талантливой молодежи» и фондом «Викимедиа РУ» с 2013 года. Информационную поддержку проекта осуществляет Общественная палата и МИД РФ, президент РФ 16 января 2018 года поручил органам власти РФ оказывать конкурсу содействие. По данным на апрель 2020 года в конкурсах приняли участие 405 человек, создавшие и дополнившие более 23 800 википедийных статей.

## Конкурсы
В декабре 2018 года проект «Узнай Россию» стал победителем федерального конкурса «Доброволец России» — он получил первое место в номинации просветительских проектов «Говорит волонтер». По состоянию на март 2019 года в конкурсах приняли участие 276 человек, создавшие и дополнившие более 18 700 вики-статей

### «Галерея славы юга России» (2013)
Соревнование «Галерея славы юга России и востока Украины» (регионы ЮФО и СКФО, Луганская и Донецкая области) проходило с 3 июня по 15 октября 2013 года, став первым конкурсом с денежным призовым фондом в русскоязычной Википедии. Тематический конкурс по написанию энциклопедических статей и загрузке свободных изображений — посвященных истории, культуре, географии, природе и выдающимся жителям юга России и востока Украины — имел призовой фонд в 245 тысяч рублей (по другим данным — 250 тысяч). Он завершился созданием 1700 статей и загрузкой 440 изображений.

### «Галерея славы русскоязычных жителей Земли» (2014)
Соревнование «Галерея славы русскоязычных жителей Земли», посвящённому написанию биографий русскоязычных деятелей, проходило до 30 ноября 2014 года и имело призовой фонд в 187 тысяч рублей. По замыслу организаторов, конкурс способствовал популяризации русского языка, литературы и восстановлению «незаслуженно забытых имен». По итогам которого в энциклопедии появилось более 6000 новых материалов.

### «#Узнай Россию. Начни с Дона» (2016—2017)
Конкурс «Узнай Россию. Начни с Дона», приуроченный к 80-летию донского региона и поддерживавшийся «Научным центром социально-экономического развития малых городов и сельских поселений», проходил в два тура с декабря 2016 по апрель 2017 года и с июня по сентябрь 2017 года; он имел призовой фонд в 310 и 280 тысяч рублей, соответственно. Соревнование завершилось созданием 3 202 энциклопедических статей и загрузкой 2 150 изображений. В дальнейшем проект стал общероссийским и был поддержан Министерством иностранных дел.

### «#Узнай Россию. Познакомься с наставниками» (2017)
Конкурс «#Узнай Россию. Познакомься с наставниками» ставил себе целью рассказать о людях, воспитавших известных деятелей науки, искусства, литературы, спорта, экономики и политики. Марафон проходил с июня по ноябрь 2017 и имел призовой фонд в 135 тысяч рублей. По его итогам в русской Википедии появилось 1300 статей о педагогах. В рамках специальной номинации жюри оценивало статьи о наставниках, удостоенных званий «Почетный гражданин» или «Почетный житель» региона, города и района.

### «#Узнай Россию. Выпускники и наставники» (2018)
Соревнование по написанию биографических статей «#Узнай Россию. Выпускники и наставники» проходил с января по май 2018 года и имело призовой фонд в 355 тысяч рублей. В связи с перекрестным годом России и Японии — а также в связи с проведением Российско-Германского года регионально-муниципального партнерства — организаторы учредили специальные призы для авторов статей на японском и немецком языках.

### «#Узнай Россию. Города и регионы ЧМ по футболу 2018»
Конкурс «#Узнай Россию. Города и регионы Чемпионата мира по футболу 2018» проходил до 15 июля 2018 года и был посвящён туристических объектах российских регионов, принимавших матчи футбольного чемпионата: Москвы, Санкт-Петербурга, Калининградской, Ростовской, Волгоградской, Свердловской и Нижегородской областей, Краснодарского края, а также — республик Мордовия и Татарстан. Его призовой фонд составлял 300 тысяч рублей.

### «#Узнай Россию. Выпускники и наставники: Сибирь и Урал» (2018)
Соревнование «#Узнай Россию. Выпускники и наставники: Сибирский и Уральский федеральные округа» проходило с мая по сентябрь 2018 года и имело призовой фонд в 58 тысяч рублей. Конкурс завершился созданием 281 статьи: победителем стал житель Челябинска Артем Соловьев, являвшийся выпускником Южно-Уральского государственного университета.

### «#Узнай мир. Начни с побратимов» (2018—2019)

#### Первый тур
Международный конкурс «Узнай мир. Начни с побратимов» проходил в два тура: первый начался в ноябре 2018 и завершился в марте 2019 года. Соревнование было посвящено достопримечательностям российских и зарубежных городов-побратимов; в нём участвовали статьи о музеях, архитектурных и скульптурных памятниках, парках, фестивалях и ярмарках. По итогам первого тура была создана 971 статья в русской Википедии, 789 статей — в свободных энциклопедиях на иностранных языках и 704 — на языках народов России. Статьи, представленные на конкурс, затронули достопримечательностям 41 страны мира; участники также загрузили более 53 тысяч изображений. Башкирские википедисты завоевали все пять призовых мест в номинации «Новые статьи на языках народов России».

#### Второй тур
Второй тур марафона «Узнай мир. Начни с побратимов» проходил с марта по конец мая 2019 года; суммарный призовой фонд двух туров конкурса в итоге составил 531 тысяч рублей. Во втором туре в отдельной номинации участвовали люди, которые впервые решили попробовать свои силы в написании статей в Русской Википедии. Культурные и образовательные связи, сформированные 133 городами России, стали основой для работы добровольцев. Волонтёры писали о церквях и монастырских комплексах, особняках и скульптурных композициях, музеях и ВУЗах, футбольных командах и стадионах, расположенных в городах 41 страны мира — от Белоруссии до Мексики. В рамках номинации «Изображения» участники загрузили более 80 тысяч свободных от авторских прав фотографий мировых достопримечательностей.

### Жизнь и творчество Чехова и Шолохова (2019)
В сентябре 2019 года в Википедии прошёл международный конкурс по написанию и доработке энциклопедических статей «Узнай Россию. Начни с Дона. Достопримечательности, жизнь и творчество Чехова, Шолохова и других мастеров слова». Тематическое мероприятие было направлено на опубликование медиафайлов, посвященных жизни и творчеству классиков русской литературы, связанных с Донским краем и Приазовьем.